# Olivier Mony
 (mars 2012).
Si vous disposez d'ouvrages ou d'articles de référence ou si vous connaissez des sites web de qualité traitant du thème abordé ici, merci de compléter l'article en donnant les références utiles à sa vérifiabilité et en les liant à la section « Notes et références ».
Pour les articles homonymes, voir Mony.
Olivier Mony (né le 27 octobre 1966 à Bordeaux) est un écrivain et journaliste français.
Collaborateur à Livres-Hebdo, Le Figaro Magazine, Sud Ouest ou Le Festin, il a reçu en 2007 le prix Hennessy du journalisme littéraire.[réf. nécessaire]

## Publications
- « Regardez-les danser », Ballet Biarritz, avec Jacques Pavlovsky et Thierry Malandain, Biarritz, 2002.
- Un dimanche avec Garbo, et autres histoires, éd. Confluences, 2007.
- Objets et saveurs du Pays basque, éd. Confluences, 2008.
- Du beau monde, éd. Le Festin, 2007.
- Ceux qui n’avaient pas trouvé place, Grasset, 2020.